# Meneer de burgemeester (Samson en Gert)
Meneer de burgemeester is een personage uit Samson en Gert. Zijn werkelijke naam is Modest maar hij wordt maar zelden zo genoemd. Hij wordt gespeeld door Walter De Donder, de acteur die ook bekend is door zijn rol als kabouter Plop, eveneens een reeks van Studio 100. De Donder hernam zijn rol van de burgemeester in Samson en Marie, de opvolger van Samson en Gert.

## Personage
Niet geheel verbazingwekkend is hij de burgemeester van het dorp van Samson en Gert. Over zijn politieke denominatie is niets bekend. Hij bevindt zich bijna altijd in zijn kantoor in het gemeentehuis. Zijn hobby is het lijmen van vliegtuigjes. Hij doet dat vaak onder werktijd, en vertelt de anderen dan meestal dat hij met een belangrijk dossier bezig is. Hij is dan ook de voorzitter van de Modelvliegtuigbouwclub De lustige klevers. Bij feestelijke gelegenheden houdt de burgemeester graag een toespraak. Deze catchphrase luidt steevast: Ahuuum! ... Ahuuum! ... Ahum! ... Aan allen die gekomen zijn: proficiat! Aan allen die niet gekomen zijn: .... ook proficiat! Meestal kent het publiek deze uitspraak echter al en zeggen ze tot zijn grote ergernis: Ook proficiat! in zijn plaats. Ook spreekt hij de andere personages altijd aan met hun achternaam, behalve Samson, Gert, Sofie en de Maries.

## Verwantschappen
De burgemeester heeft geen gezin, maar heeft het wel vaak over zijn inwonende huishoudster Marie, die echter nooit in beeld komt. Verder heeft hij een tienernichtje Sofie, een nichtje Graciella (die hem in een aflevering vroeg te babysitten op haar kindje) en een tweelingbroer die Basiel heet en zeeman is. Basiel kwam in vijf afleveringen voor: Is de burgemeester gek ? (1990), Kerstavondverhaal (1991), De verplaatsmachine (1999), Waar is Basiel ? (2002) en Ward de bodyguard (2002). Daarnaast kwam in een aflevering zijn groottante Constance in beeld, had hij het ooit over zijn zus (de moeder van Sofie), een zekere oom Charel en werd in de aflevering Samson is verdwenen (1998) verteld dat de burgemeester nog familie heeft in Scherpenheuvel. Daarbij heeft de burgemeester ook nog een tante Irma, die ter sprake kwam in de aflevering De tante van de burgemeester (1994) en een neef, Kamiel, die voorkwam in de aflevering De trapezewerkers (2000). 
Op het gemeentehuis werkt de burgemeester nauw samen met zijn secretaris Eugène Van Leemhuyzen en krijgt hij ook regelmatig bezoek van de afgevaardigde van de minister.

## Karakter
Aanvankelijk had de burgemeester een vrij braaf karakter en was hij een echte burgervader die voor iedereen klaarstond en bijvoorbeeld ruziemakers plechtig tot de orde riep. Zijn autoriteit werd enigszins ondermijnd door het feit dat hij niet al te snugger was en vaak klungelig of zelfs labiel overkwam.
In latere jaargangen begon zijn karakter te veranderen van braaf en plechtstatig naar meer los en egoïstisch. Vooral vanaf de introductie van De afgevaardigde van de minister (Roger de Zeeper), komt de burgemeester over als een bazig persoon en staat hij bijna alleen nog voor anderen klaar wanneer hij er zelf beter van wordt. Vaak komen er scènes voor waarin hij Van Leemhuyzen kleineert en misbruikt voor lastige of soms zelfs nutteloze klusjes. Hij stelt zich voortaan merkbaar hoger op dan 'het gewone volk' en houdt met de mening van zijn burgers nog maar weinig rekening. Dit blijkt bijvoorbeeld wanneer hij in de aflevering Het frietkraam moet weg tegen ieders wil in het frietkraam wil laten slopen, enkel en alleen om het dorpsplein te kunnen ombouwen om zijn collega-burgemeesters jaloers te maken. Het onzekere en klungelige gedrag van de burgemeester is wel nog merkbaar wanneer hij zich zenuwachtig maakt, bijvoorbeeld omdat de afgevaardigde van de minister langskomt.

## Uiterlijk
De burgemeester gaat altijd gekleed in zijn officiële uniform: een hoed, een zwart rokkostuum met een strik en een sjerp in de kleuren van de Belgische vlag. Daarnaast draagt hij steevast een hoge zwarte hoed. Deze kledij is doorheen de jaren nauwelijks veranderd. Toch zijn er subtiele veranderingen over de jaren heen merkbaar. Zo draagt hij zijn typerende witte fluwelen handschoenen, die hij bijna nooit uitdoet, pas sinds het 2de seizoen. Ook veranderden in de loop der jaren een aantal keer de manchetknopen van zijn hemd en verdween vanaf 1996/1997 het witte gilletvestje. In de aflevering De Van Leemofoon vertelde de burgemeester dat hij de prijs voor burgemeester met het mooiste pak had gewonnen.
In de serie heeft de burgemeester bruin en later grijs haar. In de stripverhalen heeft hij standaard bruin haar. Verder draagt de burgemeester in de strips een geel gilletvestje en ontbreekt de driekleursjerp.

## Trivia
- Al tijdens de eerste verschijning van de burgemeester in 'De schoenenberg' wordt duidelijk dat de burgemeester van boerenbrood met appelmoes houdt.
- De burgemeester is, naast Gert, het enige (zichtbare) vaste personage dat door Samson niet bij een verbastering van zijn naam genoemd wordt.
- De burgemeester is, of was, zeer sportief. In de aflevering 'De gewichtheffer' (1993) vertelt de burgemeester dat hij zelf vroeger, toen hij nog studeerde, nog kampioen gewichtheffen was geweest. Hij heeft 2 wedstrijden gewonnen. In de aflevering 'Fietsen op rollen' (1995) vertelt hij dat hij een vijftal jaar geleden wielrenner was. Hij zat in de wielrennersclub 'De lekke band' en gaf nog nooit een wedstrijd op. Wekelijks reed hij honderd kilometer. Toen 10 jaar later in de aflevering 'Stuntman Gert' (2005) de afgevaardigde van de minister een prijs aan de meest sportieve burgemeester mocht geven, bleek de burgemeester dit alles op slag vergeten te zijn. In de aflevering 'Alberto wandelaar' (2014) vertelt de burgemeester dat hij als kind lid was van de wandelclub 'De stevige stappers'.
- In 'De pottenbakker' (1994) vertelt en toont de burgemeester dat hij van zijn grootvader potten heeft leren draaien.
- In de aflevering 'Babysit voor Miranda' (1992) wordt gezegd dat de burgemeester graag spruitjes eet, terwijl hij in de aflevering 'De weddenschap' (2002) er een totale afkeer van heeft.
- De burgemeester is sinds de aflevering 'De verkiezingen' (2001) samen met Alberto Vermicelli voorzitter van een feestcomité.
- De burgemeester houdt van klassieke muziek. Dat zegt hij in de aflevering 'De hit-kwis' (1995).
- Walter De Donder is de enige acteur naast Gert Verhulst die heeft meegespeeld in alle shows van Samson en Gert.
- Acteur Walter De Donder is sinds 1 januari 2011 ook in het echte leven burgemeester. Hij legde de eed af als burgemeester voor de gemeente Affligem.